# Mimolaia pichincha
Mimolaia pichincha är en skalbaggsart som beskrevs av Maria Helena M. Galileo och Martins 1992. Mimolaia pichincha ingår i släktet Mimolaia och familjen långhorningar. Inga underarter finns listade i Catalogue of Life.